# Ricardo Centurión
Ricardo Centurión est un footballeur argentin né le 19 janvier 1993 à Avellaneda en Argentine. Il évolue actuellement au poste d'ailier à Vélez Sarsfield.

## Biographie
Avec la sélection argentine des moins de 20 ans, il participe au championnat sud-américain des moins de 20 ans en 2013 (en).
Il fait partie des 35 joueurs présélectionnés par Jorge Sampaoli pour disputer la Coupe du Monde 2018 avec l'Argentine. Il ne fait cependant pas partie de la liste finale.

## Palmarès
- Racing Club
  - Champion d'Argentine en 2014 et 2019

- Boca Juniors
  - Champion d'Argentine en 2017